# Ostomachion
Ostomachion (även känt som loculus Archimedius, syntomachion eller ibland felaktigt stomachion) är en matematisk avhandling som tillskrivs Arkimedes. Titeln Ostomachion härstammar antingen från grekiskans "Ὀστομάχιον", vilket består av orden "ὀστέον" (ben) och "μάχη" (kamp eller strid), eller från "stomachos" som liksom engelskans "stomach" betyder mage. Decimus Magnus Ausonius har citerats säga "quod Graeci ostomachion vocavere" ("vilket grekerna kallar ostomachion").
Ostomachion som beskrivs i avhandlingen är ett geometriskt pussel där 14 bitar i olika former passas in i en kvadrat, snarlikt ett tangram. Pusslet kan ha varit ämnat för flera personer att lägga, där bitarna kan ha varit tillverkade av ben. Ostomachion har omnämnts av Gaius Marius Victorinus, Caesius Bassus, Magnus Felix Ennodius och Lucretius.

## Exempel på ostomachion

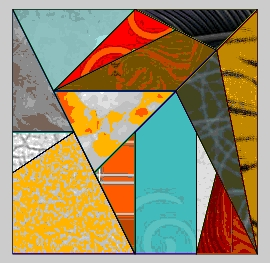
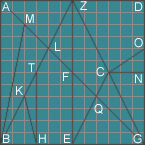
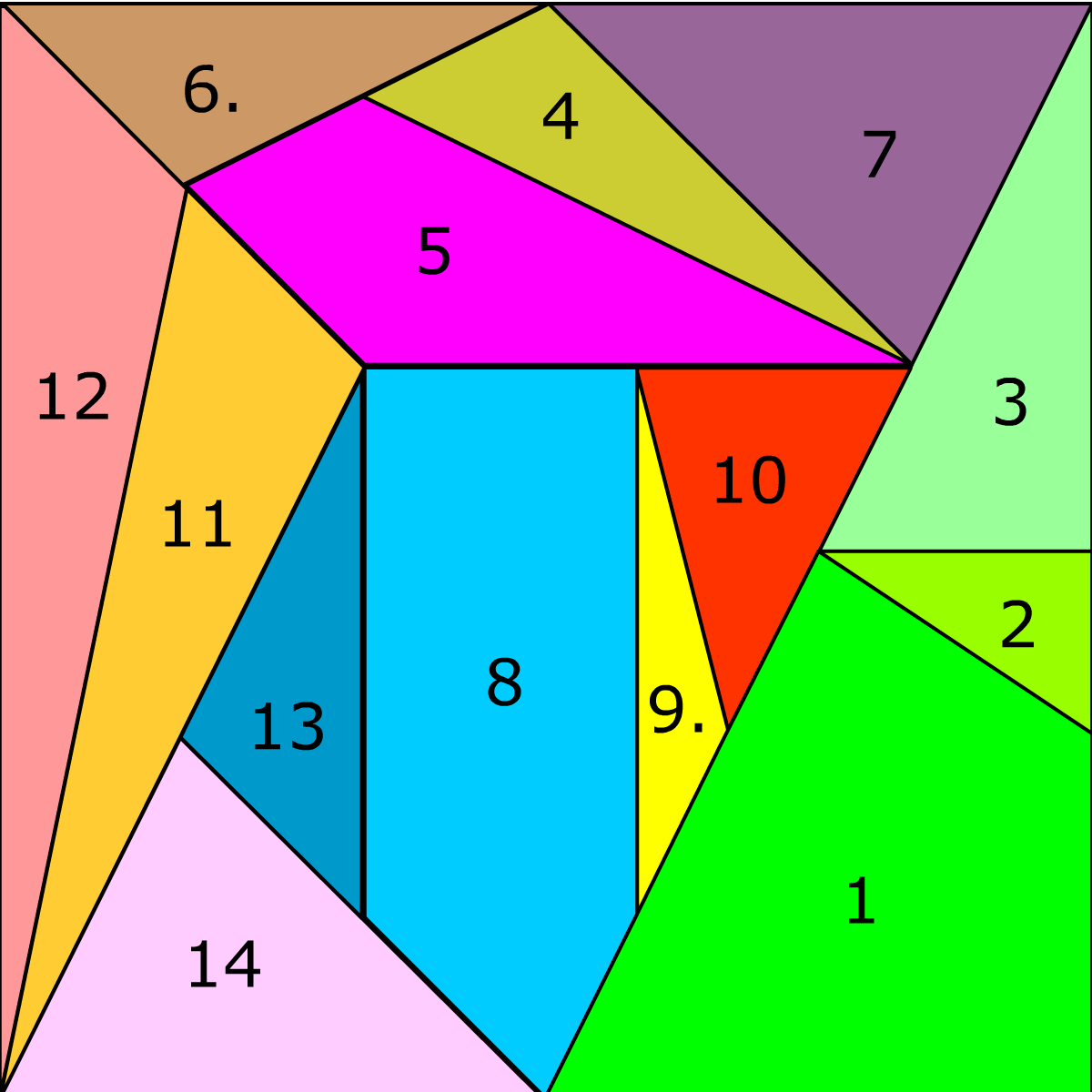
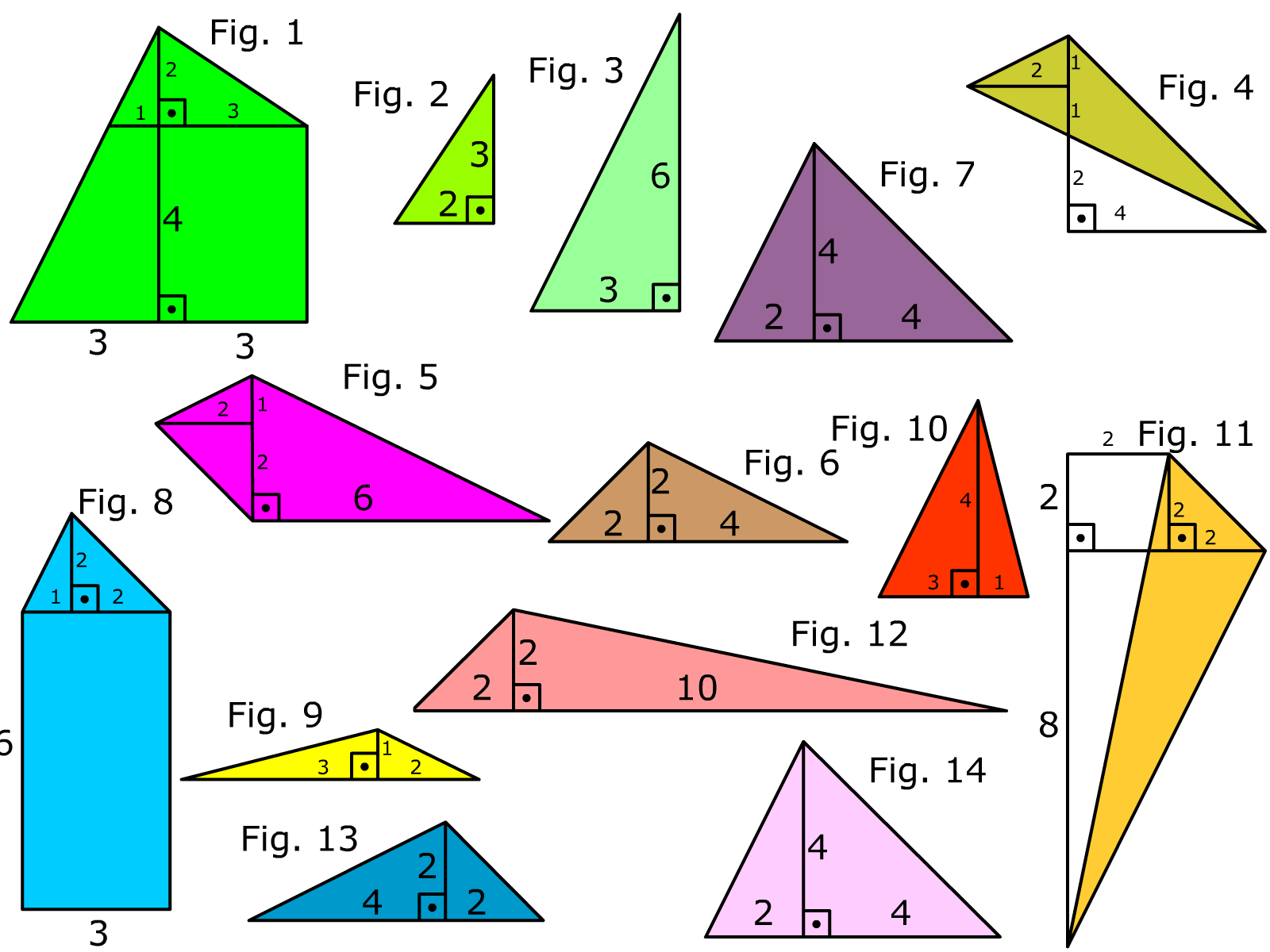